# Тама (кладбище)
Кладбище Тама (яп. 多磨霊園) — крупнейшее муниципальное кладбище, расположенное между Футю и Коганеи в префектуре Токио, в Японии.

## История
На 1900 год в Токио имелось пять муниципальных кладбищ — Аояма, Сомеи, Янака и Дзосигая, но по мере увеличения численности населения столицы, мест для захоронений стало не хватать. В 1919 году управляющим токийскими парками Киёси Иносита опубликовал план создания участков муниципального кладбища к северу, востоку и западу от городской черты . В 1920 году был выбран участок Тама к западу от Токио (к северу и востоку рассматривались участки Содайра и Яхашира), а в 1922 году начались работы по его благоустройству. Участок был выбран из-за доступа к транспортной инфраструктуре — линии Косю, линии Кэйо, линии Тамагава и линии Тюо.
С захоронением в 1934 году маркиза Того Хэйхатиро, популярность кладбища значительно выросла. В военное время находящийся недалеко от кладбища аэродром Тёфу использовался как военная база имперских ВВС для базирования истребителей ПВО Kawasaki Ki-61 Hien с целью противодействия налётам американских бомбардировщиков B-29 Superfortress в связи с чем ряд надгробий до настоящего времени имеют пулевые отверстия от американских обстрелов.
Последние участки для захоронений были использованы в 1963 году, в этой связи кладбище в настоящее время открыто лишь для подзахоронений в могилы родственников. В 1993 году на территории некрополя был открыт колумбарий «Митама Холл».

## Мемориальные захоронения
См. также Похороненные на кладбище Тама
Урна с прахом Рихарда Зорге была захоронена в Тама 8 ноября 1950 года его гражданской женой японкой Ханако Исии, арендовавшей на собственные средства участок на кладбище. В 2020 году участок был переписан на Посольство России в Японии.